# Georg Kringelbach

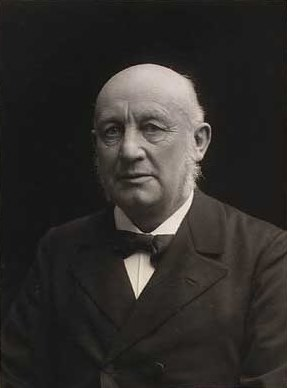
Georg Kringelbach, omkring 1900.

Georg Nicolai Kringelbach, född den 29 januari 1839 i Roskilde Kro, död den 14 november 1912 i Köpenhamn, var en dansk arkivman. 
Kringelbach tog juridisk ämbetsexamen 1864, var 1865–1875 knuten till "Dagbladet" och skrev politiska artiklar i danska och norska tidningar. Han anställdes 1869 som assistent i kungarikets arkiv, blev fullmäktig 1883, kontorchef 1885 och arkivarie i Rigsarkivets andra avdelning 1889. Han var en mycket duktig ämbetsman, som med särskild iver tog sig an sin personals arkivaliska utbildning.
Kringelbach deltog i arkivets litterära verksamhet, hade en väsentlig andel i Den civile Centraladministrations Embedsetat 1660–1848 (1889), utgav den förträffliga skriften Den civile Centraladministration 1848–93 (1894), Civile Direktioner og Kommissioner under Enevælden (1899), samt mindre bidrag till tidskrifter och veckoblad. I Dansk biografisk Leksikon skrev han en lång rad grundliga artiklar om danska ämbetsmän. Ett efterlämnat, nästan färdigställt manuskript omfattar Højesterets domare.